# بركات الصلاة (كتاب)

عنوان الكتاب (1893)

بركات الصلاة هي ترجمة إنجليزية للكتاب الأردي بركة الدعاء لميرزا غلام أحمد، والذي نُشر عام 1893. وقد كُتب هذا الكتاب ردًّا على تفسيرات الزعيم المسلم سيد أحمد خان العقلانية بشأن الصلاة، وتصحيحًا لمبادئه في تفسير القرآن الكريم. يؤكد العمل على الإيمان بالآثار المعجزة للصلاة ويحدد سبعة معايير لتفسير القرآن الكريم.

## الملخص
كان السير سيد أحمد خان زعيمًا مسلمًا بارزًا وناشطًا معاصرًا لميرزا غلام أحمد، اشتهر بتبني الأفكار الحداثية والعقلانية الإسلامية في الهند. في عام 1892، نشر خان كتابين: الدعاء والاستجابة وتحرير في أصول التفسير.
وقد كتب غلام أحمد كتاب "بركات الدعاء" ردًّا على هذه الأعمال. يتكون الكتاب من جزأين. الأول يتعلق بفعالية الصلاة، حيث زعم أن الدعاء الموجه بتواضع وإخلاص مقبول بالفعل وأن تحقيقه يتوافق مع المسار الطبيعي للأشياء التي قدرها الله مسبقًا. كان اللجوء إلى الصلاة مثل اللجوء إلى الطب، والقضاء والقدر لا يمنعان من ممارسة السلطة والسيطرة من الله. إن قبول الصلاة يحرك سلسلة من الأسباب التي تؤدي إلى تحقيق الهدف الذي يصلى من أجله.
الجزء الثاني من الكتاب، والذي كتب كتصحيح لمبادئ خان في التفسير، يحدد المبادئ السبعة الخاصة بغلام أحمد في تفسير القرآن، باختصار:
1. يجب دعم تفسير الآيات القرآنية في المقام الأول بآيات قرآنية أخرى
2. يجب قبول الحديث الذي يحتوي على التفسير النبوي للنبي محمد نفسه
3. يجب استشارة آراء صحابة النبي محمد
4. يجب التأمل في معنى القرآن بقلب نقي والامتناع عن التفسير المضاربي والرأي الشخصي
5. يجب مراعاة المعجم العربي
6. يجب دراسة نظام العالم المادي لفهم نظام العالم الروحي
7. يجب أخذ الوحي والرؤى (المكاشفات) لأولياء المسلمين البارزين (المحدثين) المكرسين لتفسير التعاليم القرآنية في الاعتبار. وفيما يتعلق بالمعيار الأخير، يحتوي الكتاب أيضًا على مناقشة بين قوسين حول ظاهرة الوحي في مقابل التفسيرات الطبيعية لها.[4]

## طالع أيضًا
- فهرس ميرزا غلام أحمد [الإنجليزية]
- سيد أحمد خان